# Hermandad de la Pollinica
La Hermandad de la Pollinica, cuya denominación oficial y completa es Real Cofradía de Nuestro Padre Jesús a su Entrada en Jerusalén, María Santísima del Amparo y San Juan Evangelista, es una cofradía malagueña, miembro de la Agrupación de Cofradías, que participa en la Semana Santa de Málaga.

## Historia
Los orígenes de esta corporación se remontan al siglo XVII, siendo los primeros datos documentales de 1772, apuntándola como filial de la Hermandad de la Puente del Cedrón.
En 1911, con la reorganización de la cofradía en la iglesia del Sagrario, el antiguo Cristo del convento del Císter vuelve a procesionar. En 1921, la Pollinica es una de las Cofradías que funda la Agrupación de Cofradías de Semana Santa de Málaga, legalizándose los estatutos de la corporación en 1922.

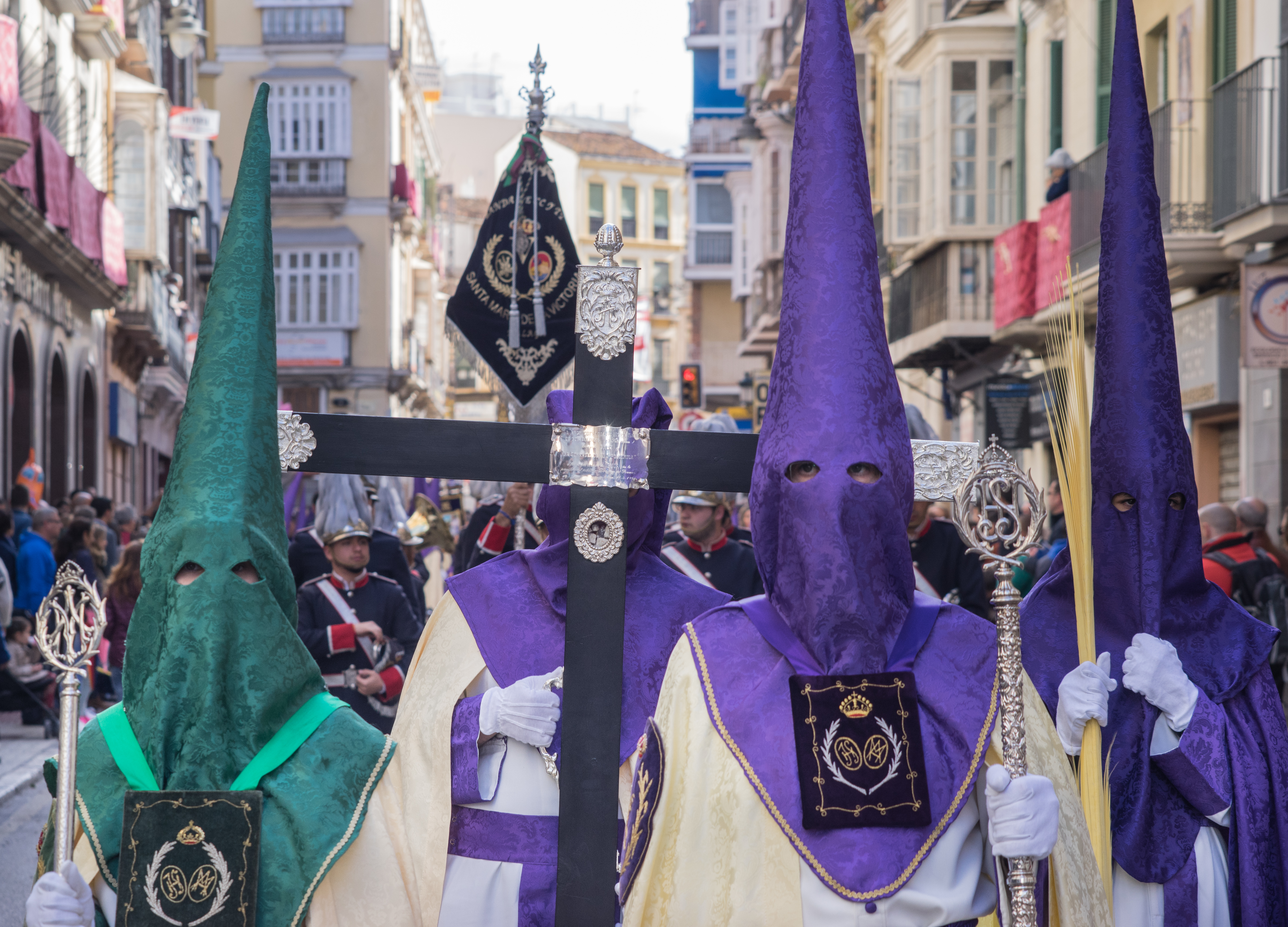
Cruz Guía de la Cofradía

En 1943, después del periodo de la Segunda República y la guerra civil, en los cuales se perdió la imagen titular, se bendice la actual imagen del Señor, obra de Martínez Cerrillo, sustituyendo a la imagen de Martín Simón que se procesionaba desde la década de los años 1930, y se produce el traslado a la Iglesia de San Felipe Neri. En 1947 se bendice la imagen de María Santísima del Amparo, de Castillo Ariza.
En 1981 se traslada a su actual sede, la Iglesia de San Agustín, y después de muchas tensiones realiza la primera salida matinal. Del 2001 al 2005 los tronos estuvieron saliendo desde la Catedral. En 2006 realiza su primera salida desde la Casa Hermandad en la calle Parras.
El 2 de octubre de 2011 salió en procesión extraordinaria la imagen de Nuestro Padre Jesús a su entrada en Jerusalén, con motivo del Centenario de la Primera Salida Procesional. Hizo estación en la Abadía del Císter. Otras extraordinarias realizadas por la cofradía se realizaron en 2018 (75 aniversario del Señor) y 2022 (75 aniversario de la Virgen). Destaca también su participación en la magna procesión 'Camino de la Gloria' por el centenario fundacional de la Agrupación de Cofradías de Semana Santa de Málaga.
En el año 2024 realiza su primera estación de penitencia en la Santa Iglesia Catedral.

## Iconografía

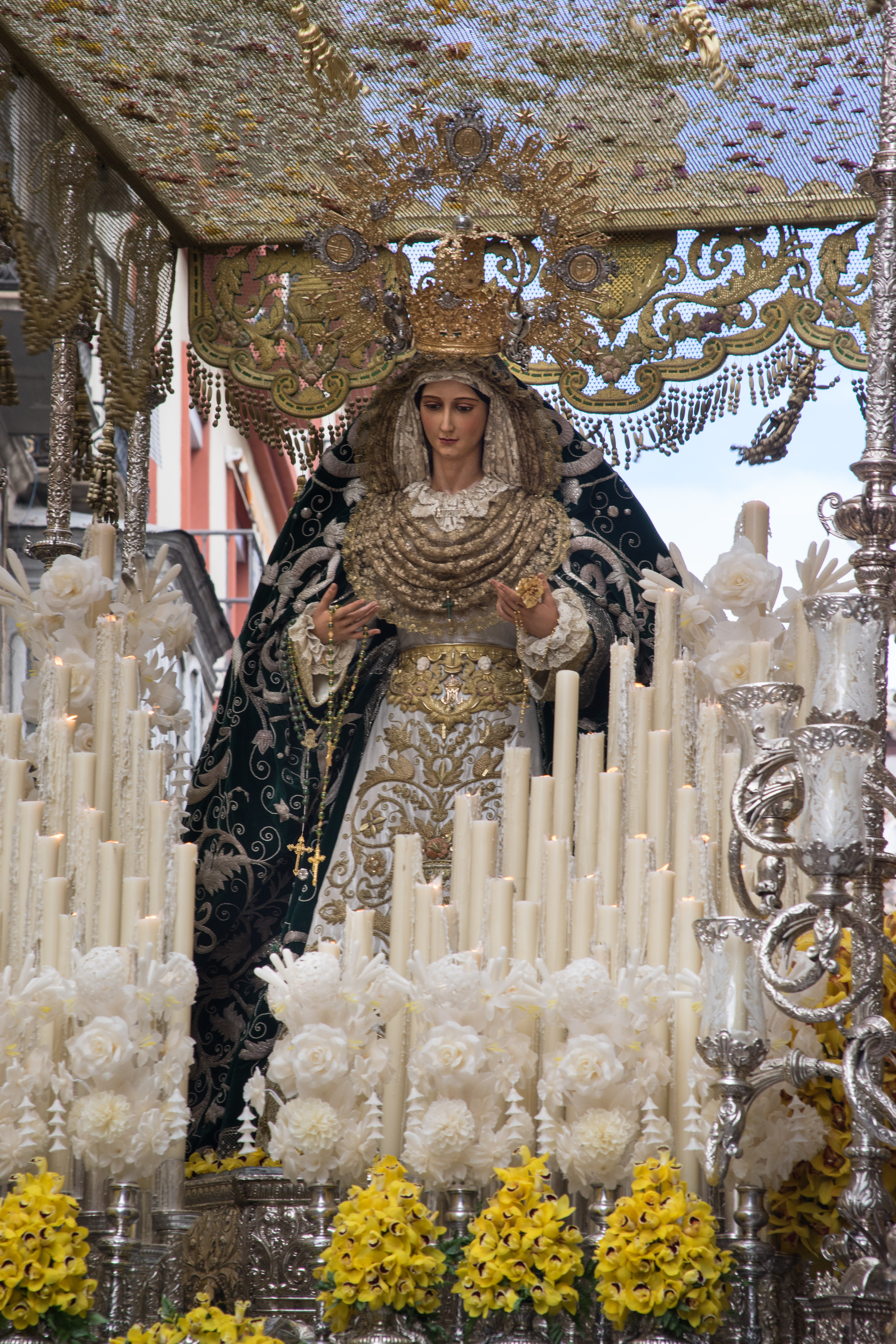
Virgen del Amparo

Nuestro Padre Jesús a su Entrada en Jerusalén representa el momento en el que el Señor entra en la ciudad de Jerusalén a lomos de un burro. Le acompaña en el trono San Juan Evangelista, una pareja de niños, una mujer conocida popularmente como la Samaritana, con su hijo en brazos; así como de otro asno de menor tamaño, que recibe el nombre de la Pollinica.
María Santísima del Amparo es una imagen gloriosa bajo palio.

## Imágenes[1]
- Nuestro Padre Jesús a su Entrada en Jerusalén es obra del imaginero cordobés Juan Martínez Cerrillo (1943), restaurado por Navarro Arteaga (1990), quien le talló el cuerpo, y Antonio Bernal (2017). El Pollino que acompaña al Señor es también obra de Cerrillo, mientras que San Juan, la samaritana y los dos niños son obra de Arteaga.
- María Santísima del Amparo es de Castillo Ariza (1947), restaurada en varias ocasiones, siendo las más destacadas las de Dubé de Luque (1988) y Antonio Bernal (2021).

## Tronos
- El trono del Cristo es de madera tallada y dorada realizado por Francisco Verdugo (2015) bajo idea original de Daniel García Romero. La imaginería de las cartelas es de José Antonio Navarro Arteaga, mientras los ángeles son de José María Leal.[3]
- El trono de la Virgen es de alpaca plateada, realizando Díaz Roncero el cajillo (1968) y las jarras (1963), Santos Campanario el moldurón inferior (1978) y las barras de palio (1985), los arbotantes diseño de Jesús Castellano realizado losdelanteros en los talleres Villarreal (1990) y Cristóbal Martos los traseros. El palio está en fase de ejecución, bordado en oro sobre malla por Juan Rosén (2000-2002) y el manto es de terciopelo verde bordado en plata por las RR. MM. Filipenses del Convento de San Carlos (1957), restaurado y ampliado por Juan Rosén (2004).[1]

## Marchas dedicadas
Banda de Música
- Virgen del Amparo, Perfecto Artola (1987)
- Al paso pollinico, Sergio Bueno de la Peña(1996)
- Jesús de la Pollinica, Francisco Javier Moreno Ramos (1997)
- María Santísima del Amparo, José Antonio Molero Luque (1998)
- Madre de Dios del Amparo, Juan Ramón Gálvez Martín y Santiago Jesús Otero Vela (2005)
- Reina de San Agustín, Francisco Javier Moreno Ramos (2002)
- Siempre contigo, Amparo, Adolfo Gálvez González (2010)
- Pollinica de Málaga, Miguel Pérez Díaz (2014)
- Amparo de la mañana, Álvaro Gutiérrez Valle (2016)
- Ampáranos bajo tu manto, Tomás Jesús González Ocaña (2017)
- Alegría de la mañana, Francisco Javier Criado Jiménez (2022)
- Amparo, Alfonso López Cortés (2022)
- Reina y Madre del Amparo, Juan Antonio Verdía Díaz (2022)
- Eres nuestro Amparo, José Bazalo Valero y José Daniel Vela Pérez (2022)

Agrupación Musical
- Entrando en Jerusalén, José Manuel Mena Hervás (2017)
- Domingo De Dios, Emilio Muñoz Serna (2018)

Cornetas y Tambores
- Jerusalén Malacitano, M. Ángel Gálvez (2001)
- Bajo tu mirada... Señor de Jerusalén, José Bazalo (2011)

## Curiosidades
Es la corporación que abre la Semana Santa siendo la de los niños por excelencia. En la procesión, los chiquillos llevan palmas y van vestidos de hebreos.
La Virgen del Amparo lleva una rosa de oro (Manuel Fenoll, 2022) en su mano izquierda.
Se organiza anualmente un torneo de baloncesto con equipos de prestigio, siendo el Unicaja de Málaga de baloncesto Hermano Mayor Honorario de la Hermandad.

## Recorrido oficial
| Predecesor: - | Orden de entrada en el Recorrido oficial (Domingo de Ramos) 1.er lugar | Sucesor: Lágrimas y Favores |